# Castello di Babelsberg
Il castello di Babelsberg è uno storico palazzo di Babelsberg presso Potsdam nel Brandeburgo in Germania, residenza estiva del principe e poi imperatore e re di Prussia Guglielmo I e di sua moglie Augusta di Sassonia-Weimar-Eisenach, per oltre 50 anni. Realizzato tra il 1835 e il 1849 in stile neogotico inglese sotto la direzione degli architetti Karl Friedrich Schinkel, Ludwig Persius e Heinrich Strack, il castello fa oggi parte del gruppo di edifici patrimonio UNESCO che ricadono sotto la dicitura Palazzi e parchi di Potsdam e Berlino.

## Storia

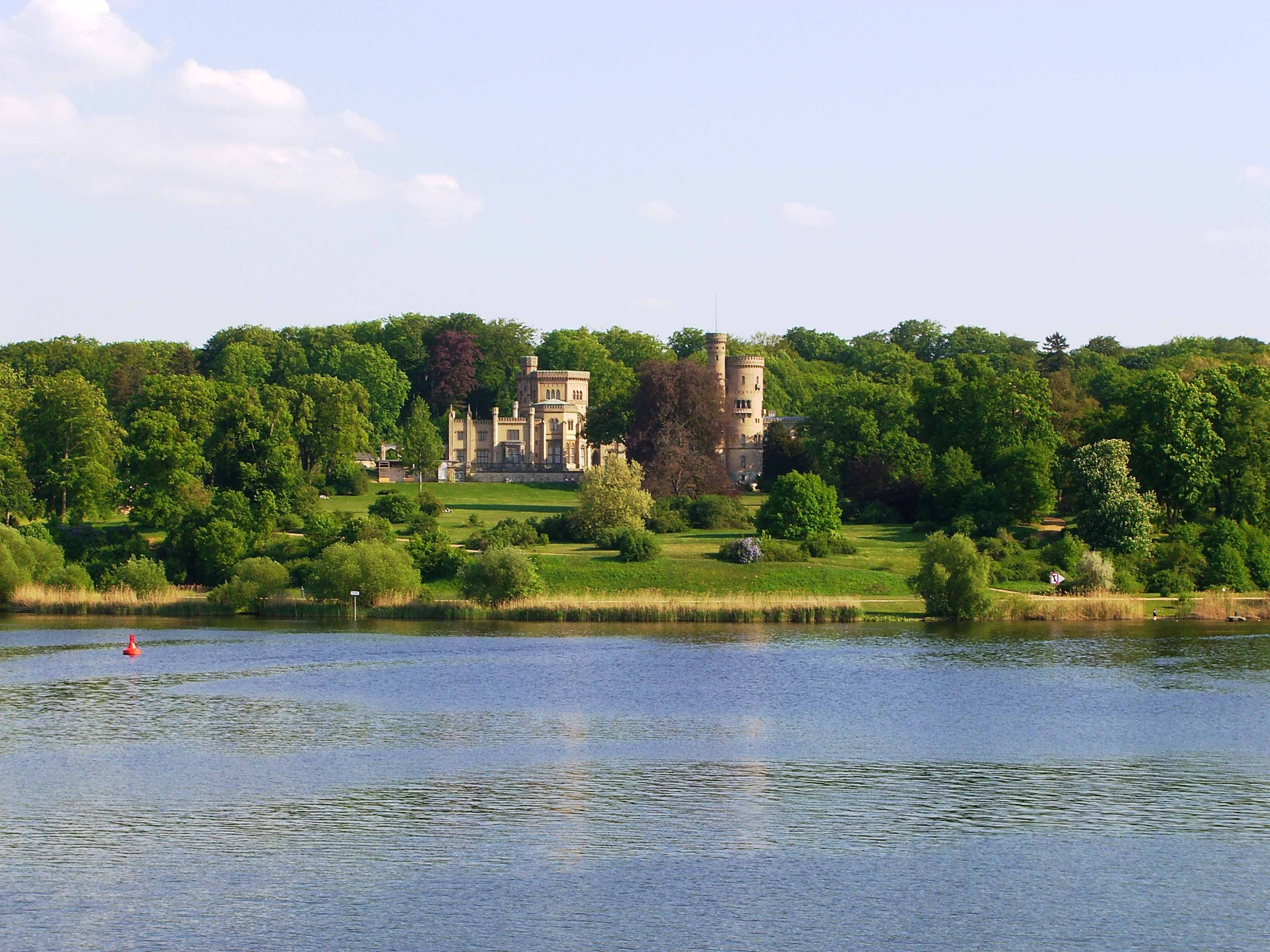
Veduta del castello dal fiume Havel

Il principe Guglielmo di Prussia, il quale desiderava da tempo di erigere una sua residenza estiva, ebbe infine il permesso da suo padre, il re Federico Guglielmo III, di procedere coi lavori nel 1833. L'architetto Karl Friedrich Schinkel cominciò a lavorare sul progetto di Babelsberg l'anno stesso, presentando al principe gli schizzi di un castello neogotico, inizialmente ideato da Ludwig Persius nel 1831 per la coppia reale. Questi prevedono un castello che coniuga le forme classiche con lo stile gotico inglese. Da un punto di vista romantico, il pensiero dominante all'epoca, i castelli erano visti come un simbolo dell'unità del popolo tedesco.
La principessa Augusta s'interessò all'arte gotica acquisendone una buona conoscenza. Le sue idee sull'aspetto del castello entravano però continuamente in conflitto con quelle degli architetti: Schinkel voleva infatti un castello massiccio, mentre la principessa desiderava una maggiore attenzione per le decorazioni, soprattutto all'interno. Un altro problema è d'ordine finanziario: il re aveva infatti messo a disposizione dei fondi limitati più appropriati alla costruzione di una casa di campagna che un vero e proprio castello. Il progetto iniziale non vide pertanto un'immediata e completa realizzazione.
Si cominciò quindi a costruire le parti più piccole del complesso. Le finestre vennero assemblate con elementi neogotici lasciando penetrare parecchia luce. Un padiglione annesso di forma ottagonale venne realizzato per servire da sala da pranzo per poi essere convertito a sala da the a lavori conclusi. Le grandi finestre a ogiva che arrivano fino al pavimento e che si alternano in maniera continua permisero fin da subito di godere delle magnifiche viste sul paesaggio. La prima parte del castello venne quindi inaugurata nell'ottobre del 1835.
Non avendo il nuovo re Federico Guglielmo IV, fratello di Federico Guglielmo III e succedutogli al potere nel 1840 degli eredi, Guglielmo divenne quindi il successore al trono. Il castello sembrò quindi troppo piccolo e poco rappresentativo per il nuovo ruolo del proprietario. Si ripresero quindi in mano i piani originali e i lavori ricominciarono; tuttavia, nel 1841, nel pieno dei lavori, Schinkel, padre del progetto, morì.
Il successore alla direzione dei lavori, il già menzionato Ludwig Persius, tentò di conservare i progetti di Schinkel, ma dovette anche far fronte alle ingerenze di Augusta. Si fece quindi il collegamento tra la parte già costruita e la sua espansione realizzando una grande sala da ballo alta due piani dalla forma ottagonale come quella della sala da tè. Venne quindi prevista un'ulteriore ala che avrebbe dovuto ospitare le stanze dei figli della coppia principesca nonché una sala da pranzo. Ma proprio quando si erano conclusi i lavori delle fondamenta di quest'ala Persius morì a sua volta nel 1845.
Johann Heinrich Strack, più in sintonia con le visioni della principessa al contrario dei suoi predecessori, ne prese quindi il posto. La facciata venne quindi ingentilita da piccole torri, angoli e finestre di diverse forme. La seconda inaugurazione ebbe luogo nel 1849.
In seguito alla morte di Guglielmo I, sopraggiunta nel 1888, il castello venne trascurato dai suoi successori, preferendo questi ultimi altri castelli quali loro residenza. Il mobilio andò perduto durante i saccheggi del 1945. A partire dal 1953 l'Accademia di scienze politiche e giuridiche della RDA sfruttò alcune stanze del castello; negli stessi anni venne realizzato un anfiteatro dietro al castello, oggi utilizzato dall'università di Potsdam. Nel 1970 il castello ospitò un museo sulla preistoria, quindi, in seguito alla caduta del comunismo, venne trasformato nel 1992 in museo di storia. Nel 2012 è stato chiuso per dei lavori di rinnovamento, conclusisi nel 2015.